# エドワード・ライリー・ブラッドリー
エドワード・ライリー・ブラッドリー（Edward Riley Bradley、1859年12月12日 - 1946年8月15日）は、アメリカ合衆国の実業家、製鉄所経営者、カジノと競馬場の運営者、競馬のブックメーカーおよびオーナーブリーダー。
馬主・生産者として20世紀初めのアメリカ合衆国の競馬を牽引した人物の一人で、特に名繁殖牝馬ラトロワンヌの輸入で知られる。

## 生涯
1859年12月12日にペンシルベニア州ジョンズタウンのアイルランド系の家庭に生まれたブラッドリーは、14歳のときに製鉄業に就職し、後の1874年にテキサス州の牧場で働いていた。
この後、ブラッドリーは競馬産業にかかわるようになり、アーカンソー州ホットスプリングスやテネシー州メンフィス、ミズーリ州セントルイスなどの地域の競馬場でのブックメーカー事業を展開していった。また、競馬と関連深い馬具の製造にも携わっており、ブラッドリーの会社が開発・供給したヘルメットやブリンカーなどは、当時の競馬関係者に広く使用されていた。
そのほかシカゴでのホテル経営なども行い、また若手実業家の支援・育成などにも携わった。また、この頃にアグネス・セシリア・キュリー（Agnes Cecilia Curry）と結婚している。
1891年にフロリダ州のセントオーガスタインに引っ越し、以後しばらく同地を拠点に過ごした。1898年に大西洋に面したレイクワース・ラグーンのほとりにカジノを備えたリゾート施設・ビーチクラブを建造すると、これが大繁盛し、その支店がルイジアナ州ニューオーリンズに作られるほどであった。

### 競馬場運営
また、ブラッドリーは一時期フェアグラウンズ競馬場の運営者でもあった。元よりカジノ経営の一端として草競馬を行っていたこともあったが、1926年にフェアグラウンズ競馬場を買収し、本格的な競馬運営を行った。競馬場への多額の設備投資も行ったほか、1932年にはハイアリアパーク競馬場の再建にも協力した。
しかし、フェアグラウンズ競馬場は1932年以降ブラッドリーの手元を離れてシカゴの実業家のもとで運営されるようになり、後の1934年には当時ライバル関係になったジェファーソンパーク競馬場の所有者に完全に買収された。
現在フェアグラウンズ競馬場では、ブラッドリーの名を冠した競走「カーネルE・R・ブラッドリーハンデキャップ」（4歳上・G3）が施行されている。

### 知名度と伝説
これらの事業で築き上げた財産から、19世紀末の著名な実業家の一人として名が知られるようになった。その知名度は高く、1934年4月のアメリカ合衆国下院議会の議会中において「投機家、競走馬生産者、そしてギャンブラー」としてブラッドリーの名前が使われたというエピソードがある。1934年5月にはタイム誌の表紙にブラッドリーが掲載されている。
その知名度が高まったことも手伝って、しばしばブラッドリーの経歴、特にフロリダに引っ越すまでのテキサス時代のものには脚色が入ったように見える伝説が混じっている。それらによれば、当時カウボーイとして活動していたブラッドリーはネルソン・マイルズ将軍にスカウトされて、インディアン戦争に従軍していたとされる。また、ワイアット・アープの友人であったという話まで存在する。

### 篤志活動
ブラッドリー夫妻には子供がいなかったこともあり、孤児院への多額の援助を行っていた。毎年秋になるとブラッドリーは牧場で草競馬を開催していたが、これもこの孤児院支援の義捐金募集を目的としたものであった。
また、カトリック系の病院へも支援を行っており、フロリダ州パームビーチにあるグッドサマリアン医療センターと聖メアリー医療センターは、ブラッドリー夫妻の出資により創設されたものである。
1926年に夫人が亡くなると、ブラッドリーはパームビーチに所有していた資産と邸宅を、公的な公園として活用できるように市へと譲渡した。こういった活動もあり、後の2000年にフロリダ州政府が「フロリダ州の偉人（Great Floridans）」を選定した際に、そのひとりとしてブラッドリーが選ばれている。
1946年8月15日、ブラッドリーは86歳のときにアイドルアワーストックファームで息を引き取った。遺骸はレキシントンにあるカルヴァリー墓地の、夫人の墓石の隣に埋葬された。

## 馬主業
ブラッドリーはブックメーカーとしてだけでなく、サラブレッド競走馬の馬主および生産者でもあった。
1898年に医師から「もっと屋外での活動を増やしましょう」という勧めを受けたところ、ギャンブラーであったブラッドリーはこれを「競走馬を買え」と曲解し、初の競走馬購入に踏み切った。最初に購入した競走馬はクレーミング競走で手に入れたフライアージョン（Friar John）という馬で、同馬はブラッドリーに馬主としての初勝利をもたらした。これがきっかけとなって、ブラッドリーは競走馬の所有、さらには生産に興味を持つようになっていった。
競馬を始めた当初はウィリー・ナップやエドワード・ホートンらの調教師に預託していたが、後にウィリアム・J・ハーレーやハーバート・J・トンプソンといった後の名伯楽らに競走馬を預けるようになった。ハーレーの厩舎からはバブリングオーバーやバイムレック、トンプソンの厩舎からはブラックヘレンやブルーラークスパーなどの競走馬が大競走勝ちを収めている。特に大競走におけるトンプソン厩舎との相性がよく、「ダービー・ディック」ともあだ名されたトンプソンのケンタッキーダービー馬4頭のうち3頭が、ブラッドリーの所有馬であった。
勝負服は白地に緑輪のものを使用していた。また、ブラッドリーは馬名の頭文字を「B」にすることを好み、後から購入したものを除いてほとんどの場合で所有馬の頭文字をBで統一している。

### 生産者として
1906年、ブラッドリーはケンタッキー州レキシントンにあったアッシュグローブファームというスタンダードブレッドを生産していた小さな牧場を買い取り、アイドルアワーストックファーム（Idle Hour Stock Farm）と改名した。当初400エーカー（約1.6平方キロメートル）だった牧場は1400エーカー（約5.6平方キロメートル）に拡張され、牧場は厩舎などの設備も揃えて大規模かつ本格的なサラブレッド生産牧場として生まれ変わった。
1912年、当時の著名なオーナーブリーダーであったジェームズ・ロバート・キーンより競馬資産処分の依頼を受け、彼の生産した馬の多くを転売を前提として買い取った。その大半は予定通り売却されたが、一部の産駒はブラッドリーが自分で所有し、競走に使われた。このうちの一頭に後の名種牡馬ブラックトニーがおり、ブラッドリーの競走馬生産の第一の柱となった。
また、ブラッドリーはキーンの「国産の種牡馬と欧州産の繁殖牝馬の掛け合わせ」という手法を取り入れ、欧州からの繁殖牝馬購入に積極的であった。1930年12月、ブラッドリーはニューマーケットでの競り市において、フランスのオーナーブリーダー・マルセル・ブサックが生産した未勝利の繁殖牝馬ラトロワンヌを購入した。このラトロワンヌは繁殖牝馬として大成功を収め、さらにその牝系から多くの名馬を輩出した。後年にブラッド・ホース編集部が選定したアメリカ競馬史の歴史的瞬間100選『Horse Racing's Top 100 Moments』において「ラトロワンヌの輸入」が第20位に位置付けられるなど、ラトロワンヌを手にしたことはブラッドリーの生産者としての最大の功績として扱われている。
生産者として大きな知名度を持ったブラッドリーは全米サラブレッド協会（現在のNTRAとは別組織）の会長を務め、またケンタッキー州の繁栄に貢献したとして、州知事よりケンタッキー・カーネル（ケンタッキー州軍名誉大佐）の称号を授与されている。

### 主な生産馬・所有馬

#### クラシック優勝馬
- カリタン Kalitan - 1914年生、牡馬。プリークネスステークスなど。
- ビヘイブユアセルフ Behave Yourself - 1918年生、牡馬。ケンタッキーダービーなど。
- バブリングオーバー Bubbling Over - 1923年生、牡馬。ケンタッキーダービーなど。
- ブルーラークスパー Blue Larkspur - 1926年生、牡馬。ベルモントステークスなど。アメリカ殿堂馬。
- バーグーキング Burgoo King - 1929年生、牡馬。ケンタッキーダービー、プリークネスステークスなど。1932年アメリカ最優秀3歳牡馬。
- ブローカーズティップ Brokers Tip - 1930年生、牡馬。ケンタッキーダービー。
- バイムレック Bimelech - 1937年生、牡馬。プリークネスステークス、ベルモントステークスなど。アメリカ殿堂馬。

#### その他の著名な馬
- ブラックトニー Black Toney - 1911年生、牡馬。ジェームズ・ロバート・キーン生産。種牡馬として成功。
- ブラックサーヴァント Black Servant - 1918年生、牡馬。ブルーグラスステークスなど。種牡馬として成功。
- バーンスワロー Barn Swallow - 1930年生、牝馬。ケンタッキーオークスなど。
- ブラックヘレン Black Helen - 1932年生、牝馬。コーチングクラブアメリカンオークス、アメリカンダービーなど。アメリカ殿堂馬。
- ビッグペブル Big Pebble - 1936年生、牡馬。ハリウッドゴールドカップなど。1941年アメリカ最優秀古牡馬。
- ブッシャー Busher - 1942年生、牝馬。ハリウッドダービーなど。アメリカ殿堂馬。

### 没後
1946年にブラッドリーが没すると、11月7日に牧場の生産馬の処分市が開かれ、その競馬資産は競売によって処分された。これらのなかには、ラトロワンヌやバイムレックなども含まれている。
広大だった牧場の敷地も、分割されて全部が売り払われた。このうちの南側の区画と施設を購入したのがキングランチを所有していたジョン・W・ガルブレスで、ガルブレスは同地をダービーダンファームと名付け、新たな設備投資によって牧場を再興させた。ガルブレス没後の現在も牧場は運営されている。ダービーダンファーム内にはかつてのアイドルアワーストックファーム時代の墓地も残されており、ブラッドリーの生産馬の多くがここに眠っている。